# 寺澤敏行
寺澤 敏行（てらざわ としゆき、1971年12月1日 - ）は、NHKのアナウンサー、元記者・ラジオプロデューサー。

## 人物
名古屋市立菊里高等学校を経て明治大学卒業後、1995年にNHK入局。ニックネームは「きれジャイ」（『ドラえもん』の「きれいなジャイアン」を略したもの）。

## 嗜好・挿話
- 新人時代は芸能・司会の仕事が多かったため、「ゆくゆくは紅白の司会やりたい」と思っていたが、その後報道の仕事が増え、ニュースキャスターがメインとなる[2]。取材好きで時間を見つけてはスタジオを飛び出していたという。早朝のニュースキャスターをしていた頃は、出社が深夜1時だったため、取材が長引くと寝る時間がないほど多忙であった[2]。
- 2007年8月より、東京勤務の時に自ら志願して国際部に異動。東南アジア特派員として国際部記者となる。タイのバンコク勤務を希望し、その後念願叶って2010年8月バンコク特派員になる。タイには3年滞在した[2]。
- 2008年11月にムンバイ同時多発テロが発生したとき、寺澤は24日から26日まで行われていた第19回インド原子力学会年次総会を取材するため、各国メディアの一員として会場となっていたムンバイに滞在。このためテロ発生後、27日放送の『NHKニュースおはよう日本』での電話リポートを皮切りに、危険な状況の中で急遽活動をその取材に切り替え、緊迫する現地の状況を報告し続けた[3]。アジア総局時代はアウンサンスーチー解放の速報などを現地より伝えたほか、2011年秋にはタイを襲った大洪水の状況を伝え続けた。
- 2013年7月に帰国し、6年ぶりにアナウンス職に復帰した。ジョギングコースは多摩川河川敷[4]。
- NHK大分在籍中は大分のスタッフブログを更新し続け、800回更新した。大分で市民農園の畑を借りていた[5]。2021年7月付でアナウンス職を再度離れ、ラジオセンターでプロデューサーを務めることになった。ラジオプロデューサーを4年ほど務めた後、2025年7月より再度アナウンス職に、古巣の大分で復帰することになった。

## 現在の担当番組
- 大分県のニュース・気象情報・リポート
- ニュース845おおいた（ローテーション制）
- ぶんドキ（平日は編集責任者、土日キャスター・ローテーション制）
- アナウンスグループ統括
- 大分放送局制作番組の編集責任者
- はっけんTV〜大分〜（編集責任者）
- 緊急報道（大分放送局発）

## 過去の担当番組
富山放送局時代（1995年度 - 2000年7月）
- 富山県のニュース・気象情報

名古屋放送局時代（2000年8月 - 2004年度）
- 東海地方のニュース・気象情報
- 21世紀ビジネス塾（教育テレビ・司会、2004年度）

東京アナウンス室時代（1度目）（2005年度 - 2007年7月）
- NHKニュースおはよう日本 平日4時台キャスター（隔週） 2005年4月 - 2006年3月
- 正午ニュース キャスター（土曜・日曜）2006年4月 - 2007年3月
  - 午後1時、午後3時、午後6時の定時ニュース
- きょうのニュース&スポーツ（野村正育の体調不良に伴う代理キャスター）（2007年4月4日 - 6日）
- 首都圏ニュース キャスター（土曜・日曜）2006年4月 - 2007年3月

報道局国際部時代（2007年8月 - 2013年6月）
- 国際部記者

東京アナウンス室時代（2度目）（2013年7月 - 2016年度）
- ぼくらの青春 J-POP 平成ミュージック・グラフィティー（NHKラジオ第1放送）（2013年10月 - 2014年3月 インタビュアー）
- 首都圏ネットワーク（田中洋行の代理）2014年8月4日 - 2014年8月8日
- 週刊ニュース深読み（代理）2013年10月26日・2014年10月25日
- 首都圏ネットワーク　リポーター（2014年3月31日 - 2015年3月27日）
- 特報首都圏　キャスター（2015年4月 - 2017年3月10日）

大分放送局時代（1度目）（2017年度 - 2021年6月）
- しんけんワイド大分（不定期）
- いろどりOITA（キャスター・2018年4月 - 2021年3月）
- 大分県のニュース
- アナウンス統括代理（デスク業務）
- 大分局制作番組の編責
- 2018年7月の台風では、未だ勤務経験のない広島局に派遣。
- マイあさ!5時台・6時台（2020年8月3日 - 2020年8月7日）

ラジオセンター時代（2021年4月 - 2025年6月）
- NHKジャーナル プロデューサー[6]

## モットー
「声は人なり、言葉は心なり」